# Gråpil
Gråpil (Salix cinerea), ofte skrevet grå-pil, er en op til 6 meter høj, opret busk, der i Danmark vokser i f.eks. moser, fugtige skove og langs vandløb. Blomsterne har meget nektar og søges meget af bier under den tidlige blomstring.

## Beskrivelse
Gråpil er en stor, ofte lidt grov busk. Både knopper, årsskud og tidligere års skud er hårede. Bladene er næsten helrandede med blågrøn underside. Den blomstrer lidt før eller under løvspring i april-maj.

## Voksested
Gråpil kan gro på alle jordtyper: både tør, fugtig, næringsrig og næringsfattig.
I Danmark findes den almindeligt i hele landet i moser, enge, klitlavninger, fugtige skove og krat, langs vandløb, samt i grus- og kalkgrave.

## Anvendelse
Gråpilen tåler kystnært klima, og anvendes i læplantninger og i skovbryn, især hvor jorden er fugtig.
Den tåler vind og beskæring. Den er lyskrævende.
De tørre frø ædes af fugle.
| Portal | Portal:Botanik |